# Tølløse
Tølløse är en tätort i Holbæks kommun i Region Sjælland i Danmark, med 3 759 invånare (2017).
Tølløse är en järnvägsknut. Orten har en järnvägsstation på Nordvestbanen mellan Köpenhamn och Kalundborg. Där slutar även Høng–Tølløse Jernbane från Slagelse. 